# Лондон 2018
Ло́ндон 2018 (2018 GCT Finals In London) — международный шахматный турнир, проходивший с 11 по 17 декабря 2018 года в Лондоне. Финальный турнир серии Grand Chess Tour 2018 года.
По итогам четырёх проведенных этапов серии Grand Chess Tour 2018 года в финальный турнир попали четверо шахматистов: Фабиано Каруана, Максим Вашье-Лаграв, Хикару Накамура и Левон Аронян.
Победителем турнира и в целом серии Grand Chess Tour 2018 года стал Хикару Накамура.

## Регламент
Турнир проводился по нокаут-системе, победители полуфинальных пар встретились в финале, проигравшие в матче за 3-е место.
Каждый матч состоял из 2-х партий с классическим контролем времени, 2-х быстрых и 4-х блицпартий. За победу в классической партии начисляется 6 очков, на ничью 3, в быстрых — 4 и 2, в блице — 2 и 1 очко. За поражение во всех партиях не начисляются очки. В случае ничейного результата играют две быстрые партии с контролем времени 10 минут + 5 секунд на ход, а при необходимости Армагеддон — 5 минут у белых против 4 у чёрных без добавления времени, ничья в пользу чёрных.
Контроль времени: классика — 100 минут на 40 ходов и 60 минут до конца партии с добавлением 30 секунд на ход начиная с 1-го, рапид — 25 минут + 10 секунд на ход, блиц — 5 минут + 3 секунды на ход.

### Участники турнира
| - Фабиано Каруана ( США, 2832) — 2 - Максим Вашье-Лаграв ( Франция, 2781) — 6 - Левон Аронян ( Армения, 2765) — 10 - Хикару Накамура ( США, 2746) — 16 |

Жирным — место в рейтинге Эло по состоянию на декабрь 2018 года.

## Результаты

### Полуфинал
Полуфинал, 11—13 декабря 2018 года
| Шахматист           | Рейтинг | К1 | К2 | Р1 | Р2 | Б1 | Б2 | Б3 | Б4 | Всего |
| ------------------- | ------- | -- | -- | -- | -- | -- | -- | -- | -- | ----- |
| Фабиано Каруана     | 2832    | 3  | 3  | 2  | 0  | 2  | 0  | 0  | 0  | 10    |
| Хикару Накамура     | 2746    | 3  | 3  | 2  | 4  | 0  | 2  | 2  | 2  | 18    |
|                     |         |    |    |    |    |    |    |    |    |       |
| Максим Вашье-Лаграв | 2781    | 3  | 3  | 2  | 4  | 2  | 2  | 0  | 2  | 18    |
| Левон Аронян        | 2765    | 3  | 3  | 2  | 0  | 0  | 0  | 2  | 0  | 10    |

### Матч за 3-е место
Матч за 3-е место, 15—17 декабря 2018 года
| Шахматист       | Рейтинг | К1 | К2 | Р1 | Р2 | Б1 | Б2 | Б3 | Б4 | Всего |
| --------------- | ------- | -- | -- | -- | -- | -- | -- | -- | -- | ----- |
| Фабиано Каруана | 2832    | 3  | 3  | 2  | 4  | 0  | 0  | 2  | 2  | 16    |
| Левон Аронян    | 2765    | 3  | 3  | 2  | 0  | 2  | 2  | 0  | 0  | 12    |

### Финал
Финал, 15—17 декабря 2018 года
| Шахматист           | Рейтинг | К1 | К2 | Р1 | Р2 | Б1 | Б2 | Б3 | Б4 | Всего |
| ------------------- | ------- | -- | -- | -- | -- | -- | -- | -- | -- | ----- |
| Хикару Накамура     | 2746    | 3  | 3  | 2  | 2  | 1  | 1  | 1  | 2  | 15    |
| Максим Вашье-Лаграв | 2781    | 3  | 3  | 2  | 2  | 1  | 1  | 1  | 0  | 13    |